# Бондаренко Олексій Дмитрович
Олексій Дмитрович Бондаренко (нар. 12 серпня 1911, село Погромець Валуйського повіту Воронезької губернії, тепер Волоконовського району Бєлгородської області, Росія — 14 грудня 1956, місто Тамбов, Росія) — радянський державний діяч, 1-й секретар Брянського обласного комітету ВКП(б). Організатор і керівник партизанського руху на Брянщині. Комісар об'єднаних партизанських загонів Брянського, Севського, Суземського, Трубчевського, Погарського, Почепського, Вигоницького районів. Кандидат у члени ЦК КПРС у 1952—1956 роках. Депутат Верховної Ради РРФСР 2—3-го скликань. Герой Радянського Союзу (1.09.1942). 

## Життєпис
Народився в селянській родині. Закінчив сім класів сільської школи. У 1925 році вступив до комсомолу.
Трудову діяльність розпочав у 1926 році пастухом у заможних селян. З 1929 року був головою Спілки сільськогосподарських робітників. Закінчив обласні кооперативні курси, потім — курси комсомольських працівників при ЦК ВЛКСМ.
У 1931—1937 роках — 1-й секретар Нікітовського районного комітету ВЛКСМ; 1-й секретар Кореньовського районного комітету ВЛКСМ; 1-й секретар Ново-Оскольського районного комітету ВЛКСМ; 1-й секретар Бєлгородського районного комітету ВЛКСМ; 1-й секретар Валуйського районного комітету ВЛКСМ; завідувач відділу керівних комсомольських органів Курського обласного комітету ВЛКСМ.
Член ВКП(б) з 1932 року.
У 1937—1938 роках — 2-й секретар Орловського обласного комітету ВЛКСМ.
У 1938—1939 роках — 2-й секретар Новосільського районного комітету ВКП(б) Орловської області.
У 1939—1941 роках — завідувач сектора кадрів партійно-комсомольських органів Орловського обласного комітету ВКП(б).
З лютого 1941 року — 1-й секретар Трубчевського районного комітету ВКП(б) Орловської області.
З перших днів німецької окупації Трубчевського району Олексій Бондаренко створив радянський партизанський загін та очолив Трубчевський підпільний районний комітет ВКП(б). 2 лютого 1942 року під керівництвом Олексія Бондаренко партизани провели успішну операцію — в завзятому бою розгромили ворожий гарнізон міста Трубчевска. Захопивши великі запаси зброї, боєприпасів і продовольства, залишили місто. До партизанів пішли понад чотириста звільнених з полону бійців і командирів Червоної армії.
11 квітня 1942 року на розширеному засіданні бюро обкому ВКП(б) було прийнято постанову про об'єднання партизанських загонів. Комісаром об'єднаних партизанських загонів Брянського, Севського, Суземського, Трубчевського, Погарського, Почепського, Вигоницького районів (південна оперативна група під командуванням Ємлютіна) став Олексій Бондаренко.
Указом Президії Верховної Ради СРСР від 1 вересня 1942 року за зразкове виконання бойових завдань командування на фронті боротьби з німецько-фашистським загарбниками і проявлені при цьому мужність і героїзм Бондаренку Олексію Дмитровичу присвоєно звання Героя Радянського Союзу з врученням ордена Леніна і медалі «Золота Зірка».
У вересні 1943 — червні 1944 року — 1-й секретар Єлецького міського комітету ВКП(б) Орловської області.
У червні 1944 — вересні 1947 року — секретар Брянського обласного комітету ВКП(б) з кадрів.
У вересні 1947—1950 роках — слухач Вищої партійної школи при ЦК ВКП(б).
У 1950 році — 2-й секретар Брянського обласного комітету ВКП(б).
У вересні 1950 — 15 січня 1954 року — 1-й секретар Брянського обласного комітету ВКП(б).
У 1955 — 14 грудня 1956 року — секретар Тамбовського обласного комітету ВКП(б).
Помер 14 грудня 1956 року. Похований в місті Тамбові на Воздвиженському кладовищі.

## Звання
- полковник

## Нагороди
- Герой Радянського Союзу (1.09.1942)
- орден Леніна (1.09.1942)
- медаль «Партизанові Вітчизняної війни» 1-го ст.
- медаль «За перемогу над Німеччиною у Великій Вітчизняній війні 1941—1945 рр.» (1945)
- медаль «За доблесну працю у Великій Вітчизняній війні 1941—1945 рр.»
- медалі